# Сухоцветка норвежская
Сухоцветка норвежская, или Сушеница норвежская (лат. Omalotheca norvegica) — травянистое растение, вид рода Сухоцветка (Omalotheca) семейства Астровые (Asteraceae).

## Ботаническое описание
Многолетнее травянистое растение с цилиндрическим корневищем. Одиночные стебли прямостоящие, опушенные. Листья ланцетовидные, приострённые, верхние сидячие или почти сидячие, срединные с основанием, оттянутым в короткий или длинный черешок, нижние — с основанием, оттянутым в длинный черешок; листовая пластинка с верхней стороны зеленоватая, с не густым паутинисто-войлочным опушением, с нижней — серо-зелёная или, чаще, серая от довольно густого паутинисто-войлочного или клочковато-войлочного покрова. Корзинки колокольчатые, 5—8 х 4—7 мм, собранные в колосовидное соцветие.

## Распространение и экология
Родина вида — восточная Канада и Гренландия, но он широко распространён на большей части Евразии от Средиземноморья на север до Финляндии и Исландии и на восток до Сибири.
В субальпийском поясе произрастает обычно около верхней границы лесов, по горным тундрам и на горных лугах, реже ниже границы леса, а также, в арктической области; на задернованных местах и скалах, на выходах гранитов, по берегам рек и ручьев, на опушках ивняков, березняков и кедровников, в тундре и изредка по окраинам болот на кочках
Omalotheca norvegica похожа на Omalotheca sylvatica. Однако его высота составляет от 8 до 30 см, листья трехжильные и примерно одинаковой длины. Листья также шерстистые/волосистые с обеих сторон.
В Великобритании это редкое растение встречается в центральной Шотландии и на северных нагорьях, на горных скалах. Период цветения в северном полушарии с июля по август.